# جینگیسوکان

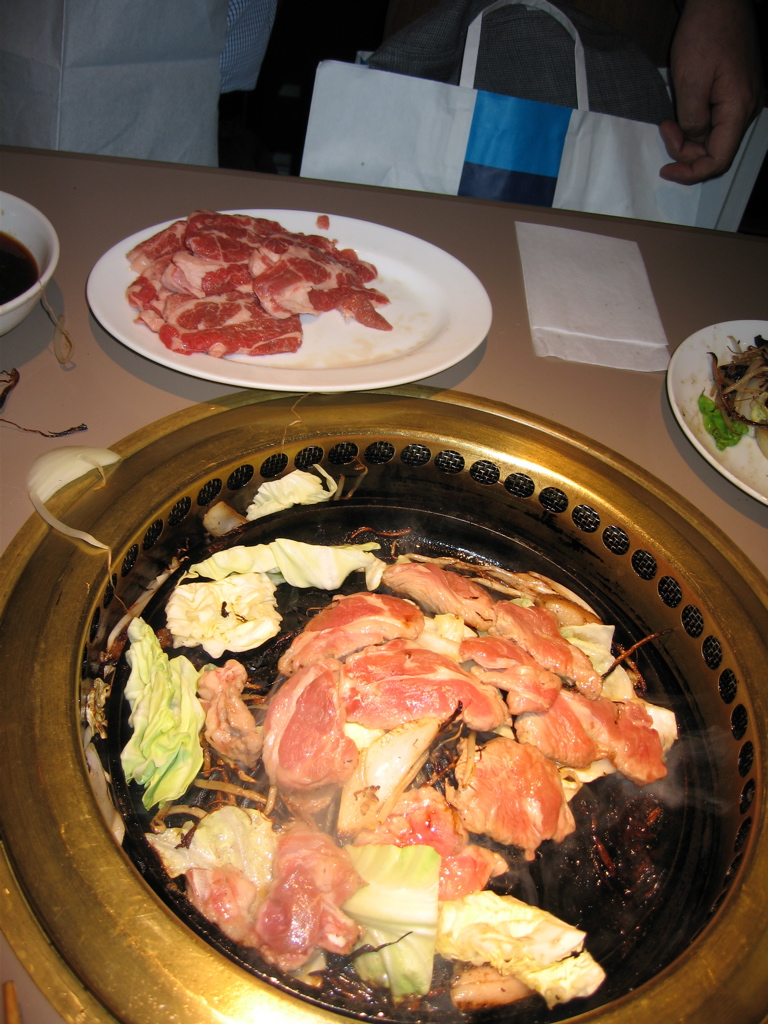
جینگیسو کان

جینگیسوکان (به ژاپنی: ジンギスカン Jingisukan) (Genghis Khan) در آشپزی ژاپنی به گوشت گوسفند کباب شده بر روی ظرف فلزی مخصوص یا کوره سرباز گفته می‌شود. این نوع غذا در هوکایدو، جمهوری خلق چین و در تایلند محبوب است.